# Poisson (instrument de marine)
Pour les articles homonymes, voir Poisson (homonymie).

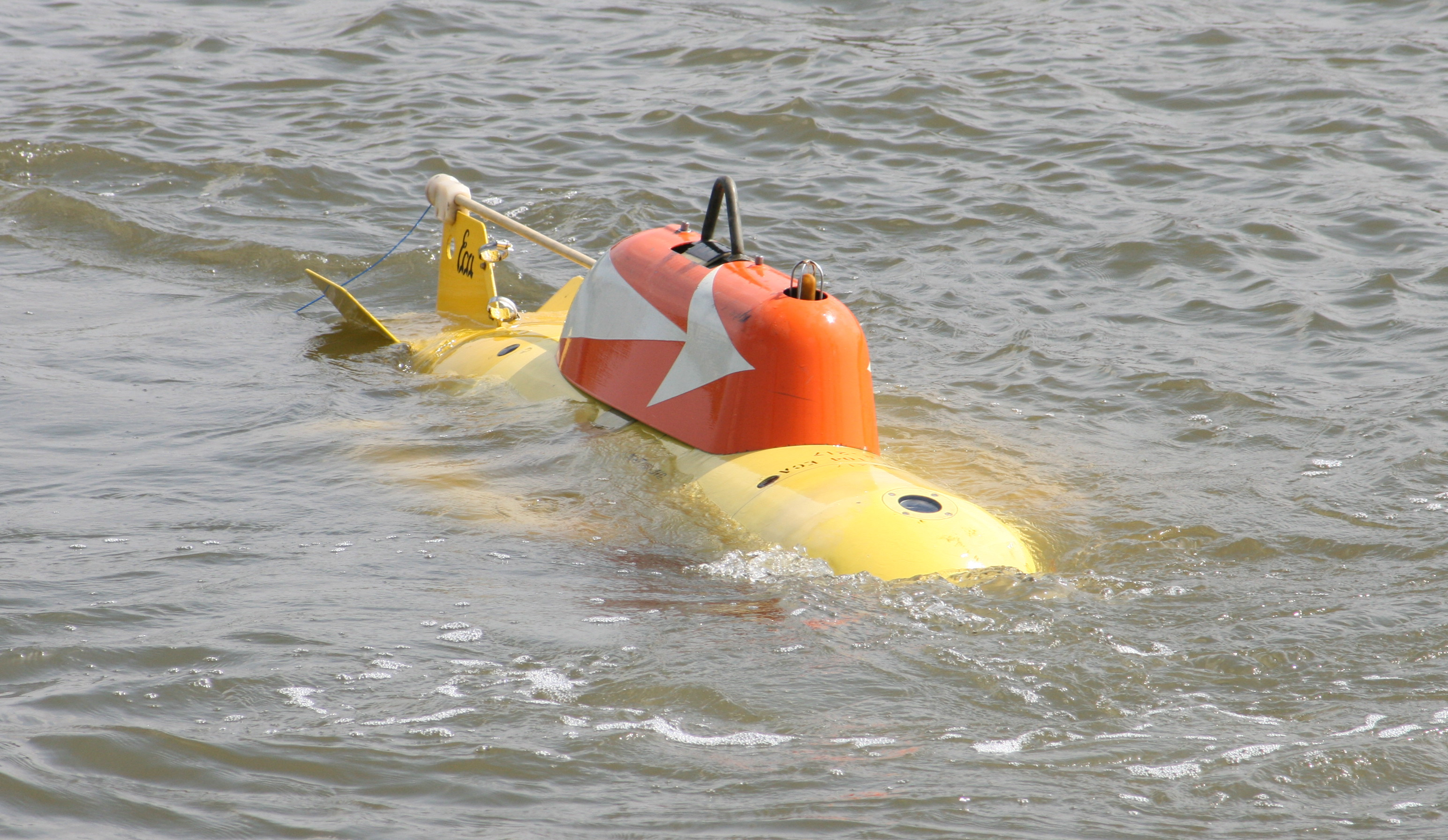
Poisson auto propulsé

Un poisson est un objet généralement trempé ou remorqué relié à un bateau par un câble. Il sert à faire plonger à une immersion donnée un objet qui ne peut plonger par lui-même.

## Utilisation dans la Marine Nationale
Dans la Marine Nationale, deux types de bâtiments utilisent des poissons ; Les chasseurs de mines Classe Tripartite (CMT) et les frégates anti-sous-marines Classe Georges Leygues (FASM). 
Sur CMT, ils sont utilisés comme drones dans la chasse aux mines pour identifier les échos repérés au sonar ou les détruire en déposant une charge explosive. La décision d'envoyer les plongeurs ou le poisson auto-propulsé (PAP) dépend de la force du courant (PAP si supérieur à un nœud) et/ou de la potentielle dangerosité de l'objet. Filoguidé et équipé d'une caméra, il est piloté par joystick depuis la centrale opération du bord grâce un écran de retransmission d'images en temps réel. Sa vitesse de déplacement est de 5 nœuds et il doit être particulièrement silencieux afin de ne pas déclencher de mines à détection sonore.
A bord des FASM, un poisson tracté est déployé à l'arrière du bâtiment et dragué à plusieurs dizaines voire centaines de mètres afin de détecter la présence de sous-marins sans pour autant être gênée par les perturbations acoustiques de son remorqueur. Les FASM étant progressivement remplacées par les frégates légères furtives Classe La Fayette (FLF) équipées de sonars de pointe, les poissons de la Classe Georges Leygues partiront à la casse en même temps que leur vaisseau mère.
| PAP - Caractéristiques | PAP - Caractéristiques                                                  |
| ---------------------- | ----------------------------------------------------------------------- |
| Longueur               | 2,70 m                                                                  |
| Largeur                | 1,14 m                                                                  |
| Poids                  | 700 kilos                                                               |
| Rayon d'action         | 600 m                                                                   |
| Immersion max.         | 120 m                                                                   |
| Vitesse max.           | 5 knts                                                                  |
| Missions               | Identification d'échos ou neutralisation par dépose de charge explosive |